# Langfaser
Als Langfasern werden Naturfasern bezeichnet, die eine Länge von über 100 mm haben. Sie stellen das Zielprodukt des traditionellen Faseraufschlusses dar und sind im Vergleich zur Herstellung von Kurzfasern, bei denen die vollständigen Fasern genutzt werden (Gesamtlinie), aufwendiger zu gewinnen und zu verarbeiten. Sie werden vor allem in der Textilproduktion verwendet. Als Nebenprodukte fallen Schäben aus dem gebrochenen Holzkern sowie Werg und Superkurzfasern bzw. Staub an.
Länger als Langfasern sind nur Filamente wie z. B. Seide oder Kunstfaserfilamente, die nur durch das Spulenvolumen begrenzt werden.

## Faseraufschluss von Hanf und Flachs

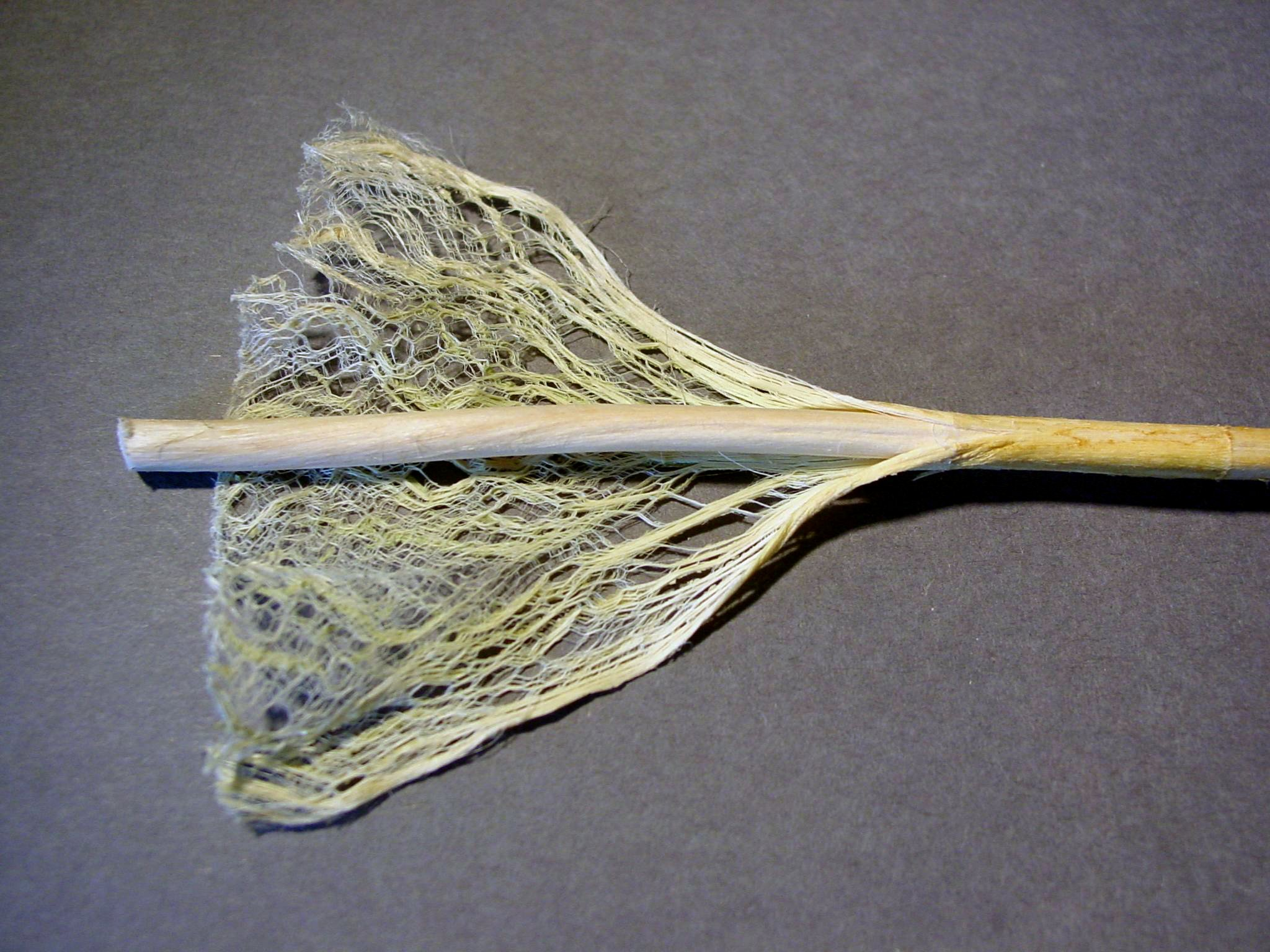
Hanfstängel mit Fasern und holzigen Innenbereich

Der Langfaseraufschluss beim Hanf und Flachs kann zur Gewinnung von Lang- oder Kurzfasern erfolgen. Das Hanf- und Flachsstroh wird nach der Ernte parallel ausgelegt (Längsfaser) und getrocknet. Der Trocknung folgt eine Wasserröste und eine erneute Trocknung auf dem Feld. Das immer noch parallel liegende Stroh wird anschließend gebrochen und über das Schwingen und Hecheln des Strohs werden die Langfasern gewonnen.

## Nutzung
Langfasern werden vor allem für Bekleidungs-Textilien sowie zur Produktion anderer großflächiger Stoffe, Taue und Seile verwendet. Die Produktion von Hanf- und Flachs-Langfasern erfolgt aktuell vor allem in Asien, da sie aufgrund ihrer hohen Kosten, der geringen Ausbeute und der ökologischen Probleme durch Abwässer bei der Wasserröste in Europa nicht kostendeckend durchgeführt werden kann.